# ゲイリー・タナカ
ゲイリー・タナカ（Gary A. Tanaka, 1943年6月23日 - ）は、アメリカ合衆国やヨーロッパを中心に活動する馬主。アイダホ州出身の日系アメリカ人。マサチューセッツ工科大学卒業。名前はゲーリーと表記される場合もある。勝負服の柄は緑、白襷・黄シーム、袖黄元禄を使用している。
日本の中央競馬にも積極的に所有馬を出走させており、2000年のジャパンカップに所有馬のエラアシーナを出走させて4着となって以降、2004年のマイルチャンピオンシップにラクティを出走させて14着、2005年のジャパンカップダートにエキセントリックとジャパンカップにキングスドラマを出走させ両方16着となっている。 

## おもな所有馬
G1競走優勝馬（所有時）
- Queen Maud / クイーンモード（1997年ヴェルメイユ賞）
- Caitano / カイタノ（1997年アラルポカル、ジョッキークラブ大賞）
- Lovellon / ラヴィョン（2001年サンタマリアハンデキャップ）
- Sarafan / サラファン（2002年エディーリードハンデキャップ）
- Keltos / ケルトス（2002年ロッキンジステークス）
- Rakti / ラクティ（2002年イタリアダービー、2003年イタリア共和国大統領賞、チャンピオンステークス、2004年クイーンエリザベス2世ステークス）
- Star Parade / スターパレード（2004年サンタマリアハンデキャップ、2006年サンタマリアハンデキャップ）
- Gentlewave / ジェントルウェーヴ（2005年イタリアダービー）
- King's Drama / キングスドラマ（2005年ソードダンサーインビテーショナルハンデキャップ）

重賞競走優勝馬（所有時）
- Celtic Arms / セルティックアームズ（1996年ガルフストリームパークターフハンデキャップ※当時G2）
- Hightori / ハイトーリ（2001年マクトゥームチャレンジラウンド3）
- Eccentric / エキセントリック（2005年ウィンターヒルステークス）